# Saint-Floret
Saint-Floret est une commune française, située dans le département du Puy-de-Dôme en région Auvergne-Rhône-Alpes.

## Géographie

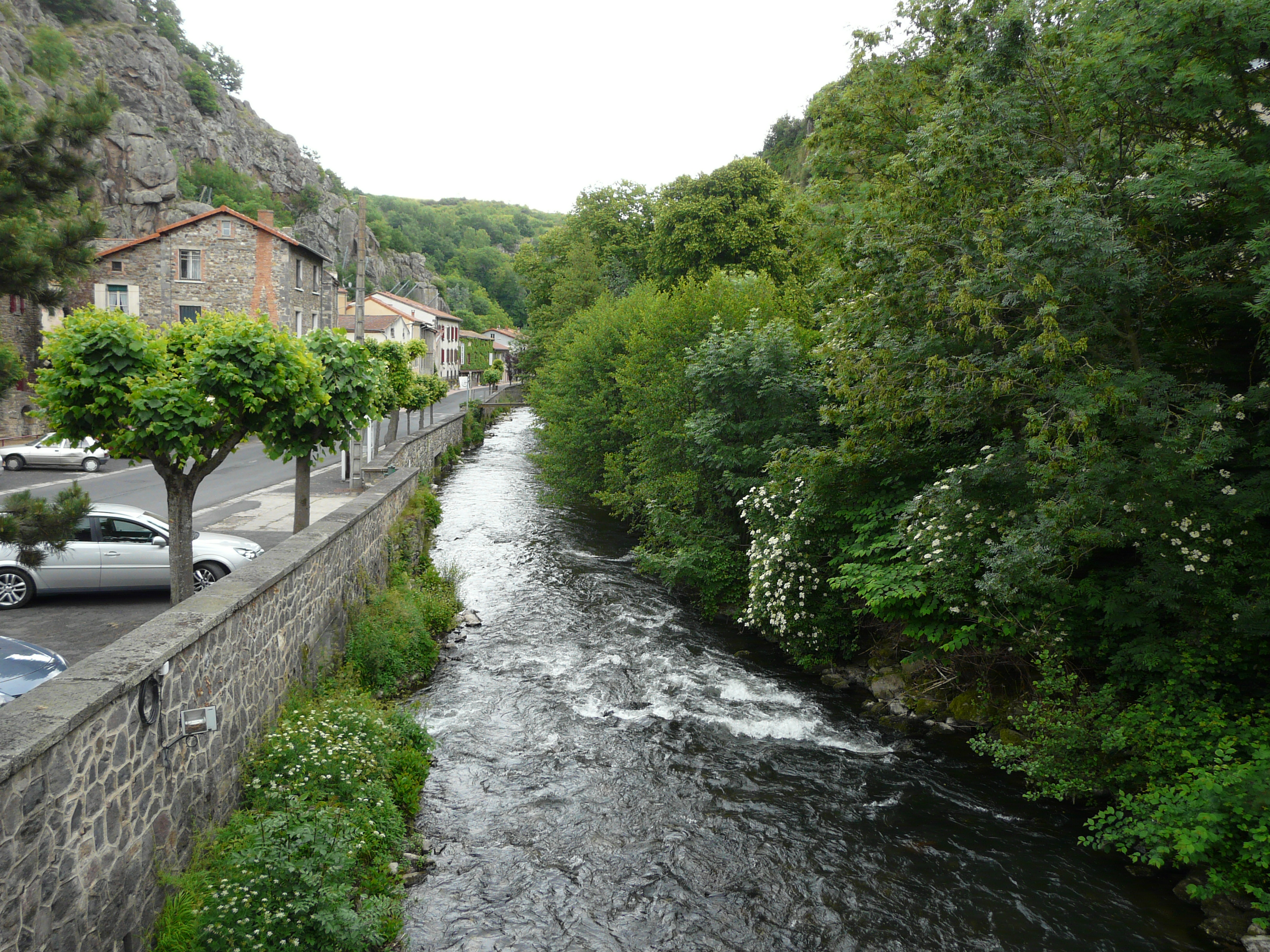
La Couze Pavin à Saint-Floret.

Au sud du département du Puy-de-Dôme, la commune de Saint-Floret est traversée par la Couze Pavin, un affluent de l'Allier.
L'altitude minimale, environ 480 mètres, se trouve à l'est, là où la Couze Pavin quitte le territoire communal et entre sur celui de Saint-Vincent. L'altitude maximale avec 929 mètres est localisée à l'extrême sud-ouest, près du lieu-dit Pierre Piquade, en limite de la commune de Courgoul.
Établi le long de la Couze Pavin et à l'intersection des routes départementales (RD) 26 et 28, le village de Saint-Floret se situe en distances orthodromiques, onze kilomètres à l'ouest d'Issoire et quatorze kilomètres à l'est-nord-est de Besse-en-Chandesse.
Le territoire communal est également desservi par les RD 627, 628 et 629.

### Communes limitrophes
| Montaigut-le-Blanc, Creste |                   | Clémensat     |
| Saurier                    | Saint-Floret      | Saint-Vincent |
| Courgoul, Chassagne        | Tourzel-Ronzières |               |

### Climat
Pour des articles plus généraux, voir Climat d'Auvergne-Rhône-Alpes et Climat du Puy-de-Dôme.
En 2010, le climat de la commune est de type climat des marges montargnardes, selon une étude du Centre national de la recherche scientifique s'appuyant sur une série de données couvrant la période 1971-2000. En 2020, Météo-France publie une typologie des climats de la France métropolitaine dans laquelle la commune est exposée à un climat de montagne ou de marges de montagne et est dans la région climatique  Nord-est du Massif Central, caractérisée par une pluviométrie annuelle de 800 à 1 200 mm, bien répartie dans l’année. 
Pour la période 1971-2000, la température annuelle moyenne est de 10,1 °C, avec une amplitude thermique annuelle de 15,6 °C. Le cumul annuel moyen de précipitations est de 749 mm, avec 9,5 jours de précipitations en janvier et 6,7 jours en juillet. Pour la période 1991-2020, la température moyenne annuelle observée sur la station météorologique de Météo-France la plus proche, « Plauzat_sapc », sur la commune de Plauzat à 9 km à vol d'oiseau, est de 11,3 °C et le cumul annuel moyen de précipitations est de 606,8 mm,. Pour l'avenir, les paramètres climatiques de la commune estimés pour 2050 selon différents scénarios d'émission de gaz à effet de serre sont consultables sur un site dédié publié par Météo-France en novembre 2022.

## Urbanisme

### Typologie
Au 1er janvier 2024, Saint-Floret est catégorisée commune rurale à habitat très dispersé, selon la nouvelle grille communale de densité à sept niveaux définie par l'Insee en 2022.
Elle est située hors unité urbaine. Par ailleurs la commune fait partie de l'aire d'attraction d'Issoire, dont elle est une commune de la couronne,. Cette aire, qui regroupe 53 communes, est catégorisée dans les aires de moins de 50 000 habitants,.

### Occupation des sols
L'occupation des sols de la commune, telle qu'elle ressort de la base de données européenne d’occupation biophysique des sols Corine Land Cover (CLC), est marquée par l'importance des territoires agricoles (69,6 % en 2018), une proportion identique à celle de 1990 (69,6 %). La répartition détaillée en 2018 est la suivante : 
prairies (40,8 %), zones agricoles hétérogènes (27,2 %), forêts (24,5 %), milieux à végétation arbustive et/ou herbacée (5,9 %), terres arables (1,7 %). L'évolution de l’occupation des sols de la commune et de ses infrastructures peut être observée sur les différentes représentations cartographiques du territoire : la carte de Cassini (XVIIIe siècle), la carte d'état-major (1820-1866) et les cartes ou photos aériennes de l'IGN pour la période actuelle (1950 à aujourd'hui).

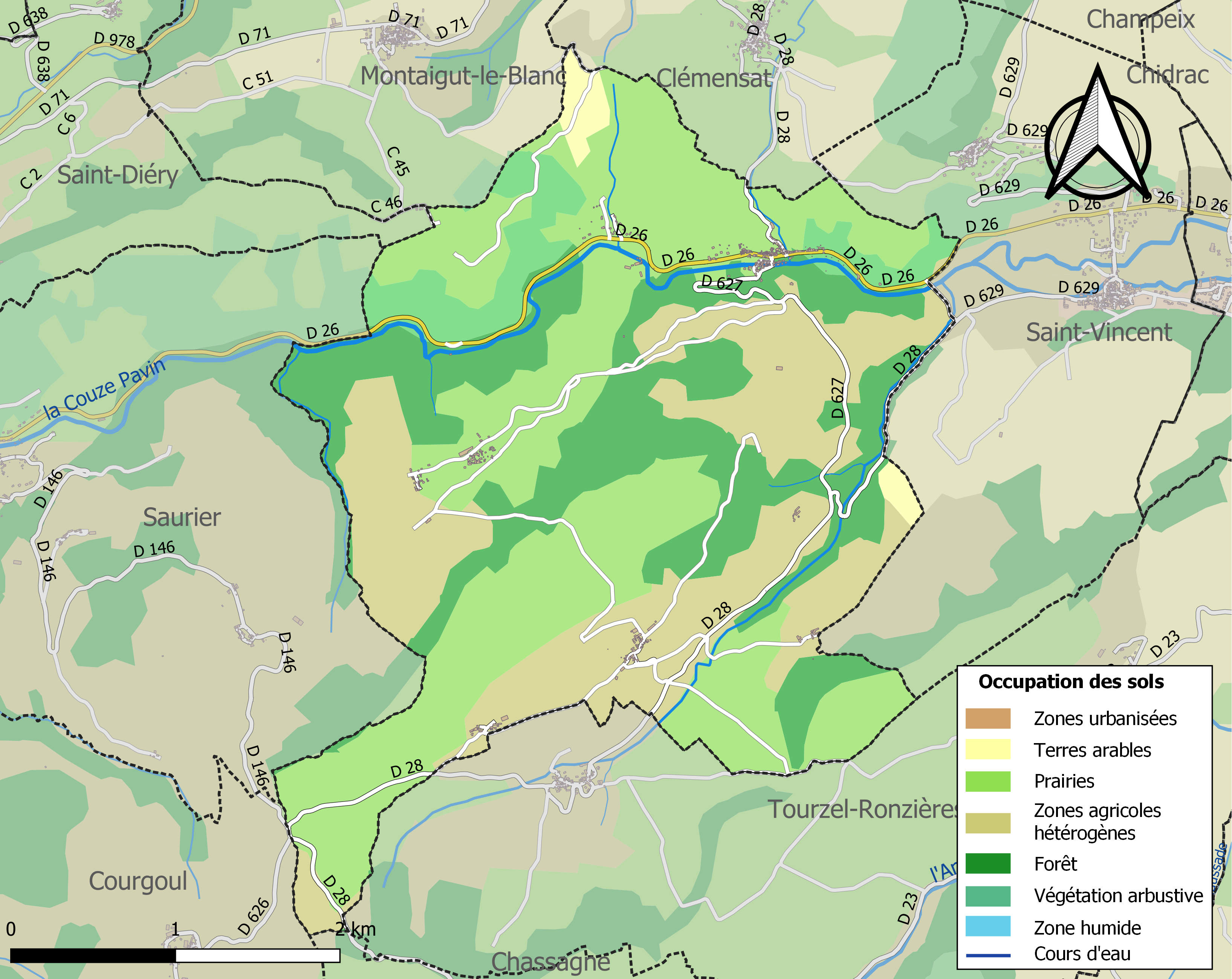
Carte des infrastructures et de l'occupation des sols de la commune en 2018 (CLC).

## Histoire
Lieu de passage du pèlerinage de Saint-Jacques-de-Compostelle.
Au cours de la période révolutionnaire de la Convention nationale (1792-1795), la commune a porté le nom de Roche-la-Couze.

### Héraldique
| Blason de Saint-Floret | Blason  | Parti, au premier, d'azur au lion d'or, au second, de gueules à la tour d'argent maçonnée de sable accompagnée de six fleurs de lys d'or, trois à dextre et trois à sénestre. |
| Blason de Saint-Floret | Détails | Le statut officiel du blason reste à déterminer. |

## Politique et administration
| Période                                  | Période                    | Identité        | Étiquette | Qualité |
| ---------------------------------------- | -------------------------- | --------------- | --------- | ------- |
| Les données manquantes sont à compléter. |                            |                 |           |         |
| avant 1981                               | ?                          | Gabriel Decouze | PS        |         |
| mars 2008                                | En cours (au 14 juin 2020) | Maguy Lagarde   | SE        |         |

## Population et société

### Démographie
L'évolution du nombre d'habitants est connue à travers les recensements de la population effectués dans la commune depuis 1793. Pour les communes de moins de 10 000 habitants, une enquête de recensement portant sur toute la population est réalisée tous les cinq ans, les populations de référence des années intermédiaires étant quant à elles estimées par interpolation ou extrapolation. Pour la commune, le premier recensement exhaustif entrant dans le cadre du nouveau dispositif a été réalisé en 2006.

En 2022, la commune comptait 246 habitants, en évolution de −1,6 % par rapport à 2016 (Puy-de-Dôme : +2,1 %, France hors Mayotte : +2,11 %).
| 1793 | 1800 | 1806 | 1821 | 1831 | 1836 | 1841 | 1846 | 1851 |
| ---- | ---- | ---- | ---- | ---- | ---- | ---- | ---- | ---- |
| 810  | 874  | 752  | 674  | 685  | 701  | 692  | 696  | 665  |

| 1856 | 1861 | 1866 | 1872 | 1876 | 1881 | 1886 | 1891 | 1896 |
| ---- | ---- | ---- | ---- | ---- | ---- | ---- | ---- | ---- |
| 656  | 606  | 592  | 565  | 606  | 560  | 545  | 568  | 557  |

| 1901 | 1906 | 1911 | 1921 | 1926 | 1931 | 1936 | 1946 | 1954 |
| ---- | ---- | ---- | ---- | ---- | ---- | ---- | ---- | ---- |
| 558  | 482  | 458  | 354  | 341  | 340  | 357  | 311  | 294  |

| 1962 | 1968 | 1975 | 1982 | 1990 | 1999 | 2006 | 2011 | 2016 |
| ---- | ---- | ---- | ---- | ---- | ---- | ---- | ---- | ---- |
| 309  | 276  | 251  | 219  | 259  | 248  | 264  | 270  | 250  |

| 2021 | 2022 | - | - | - | - | - | - | - |
| ---- | ---- | - | - | - | - | - | - | - |
| 246  | 246  | - | - | - | - | - | - | - |

## Culture locale et patrimoine

### Lieux et monuments
- Le pont médiéval de la Pède enjambe la Couze Pavin ; celui-ci est surmonté d'un oratoire renfermant une Vierge en majesté polychrome du XIIIe siècle[18].
- Du château fort, construit à partir du XIIIe siècle sur un plan rocheux, subsistent le donjon, ainsi qu'un bâtiment du XIVe siècle qui renferme un ensemble de fresques illustrant le roman de Tristan et Iseut[19]. L'édifice est classé au titre des monuments historiques depuis 1909[20].
- Sur la butte du Chastel s'élève l'église haute, ou église du Chastel, romane du XIIe siècle, classée au titre des monuments historiques depuis 1915[21]. Elle se situe au milieu d'un petit cimetière conservant un ossuaire et des tombes anthropomorphes du haut Moyen Âge[22]. Elle recèle des peintures du XIVe siècle[23] et une statue de la Vierge à l'Enfant de la même époque[24].
- Dans le village, l'église basse date du XVIIIe siècle[25].
- Dominant la couze Pavin , en amont du village, la source salée de la tête de lion forme une concrétion calcaire dont la forme lui a donné son nom[26].

Le village a été membre de l'association « Les Plus Beaux Villages de France », mais n'est plus adhérent en 2015.

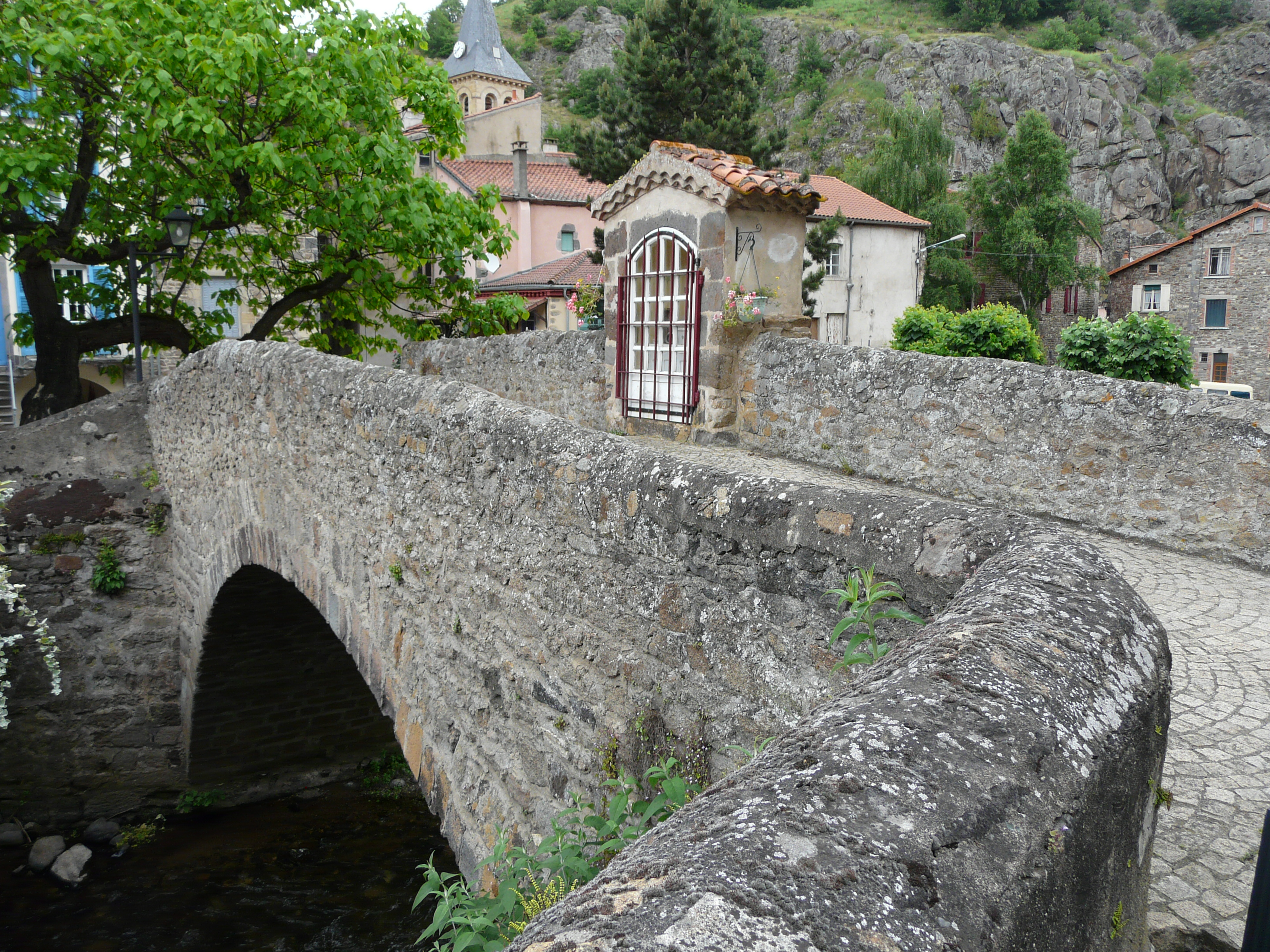
Le vieux pont de la Pède sur la Couze Pavin.
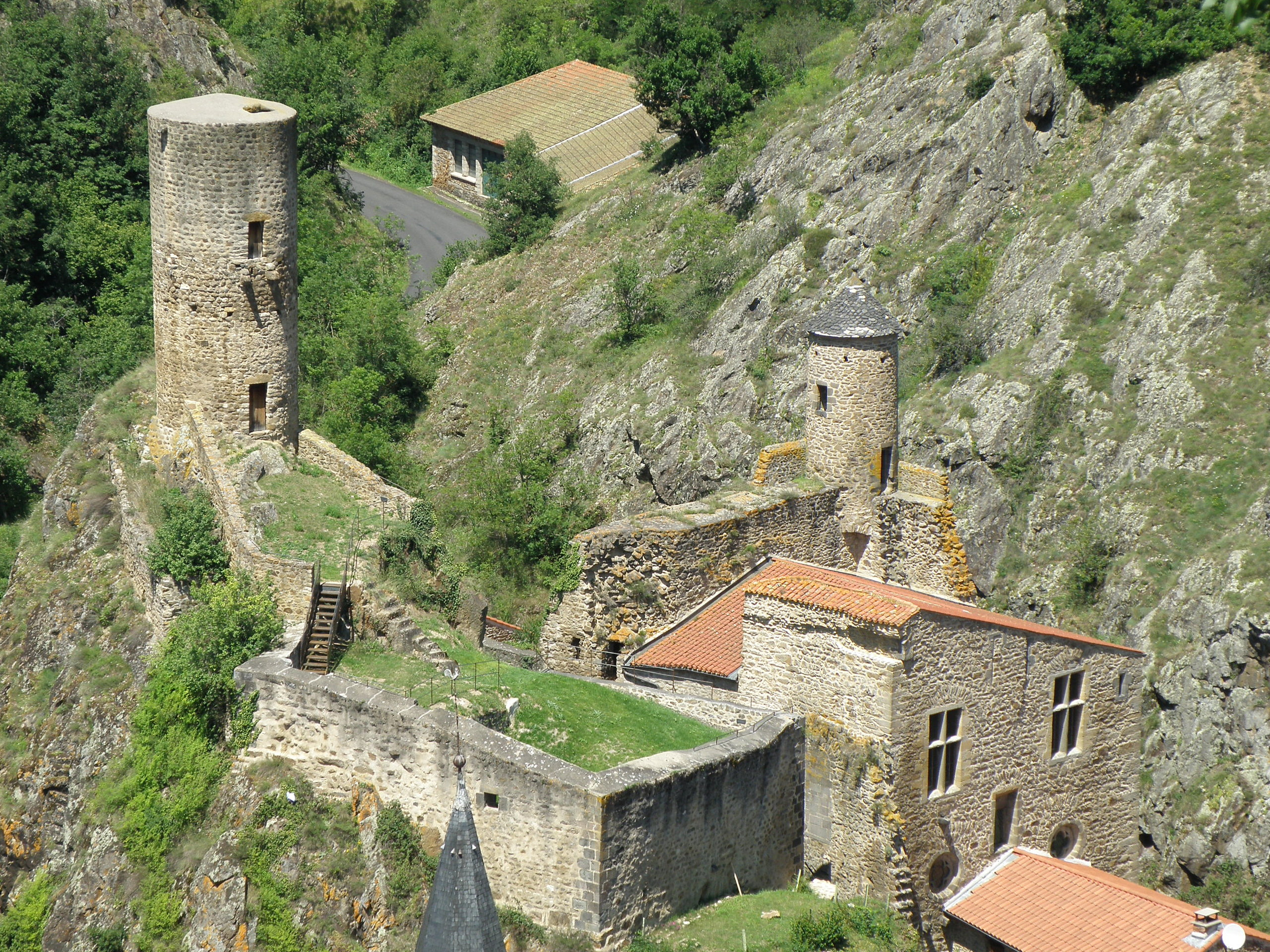
Le château de Saint-Floret.
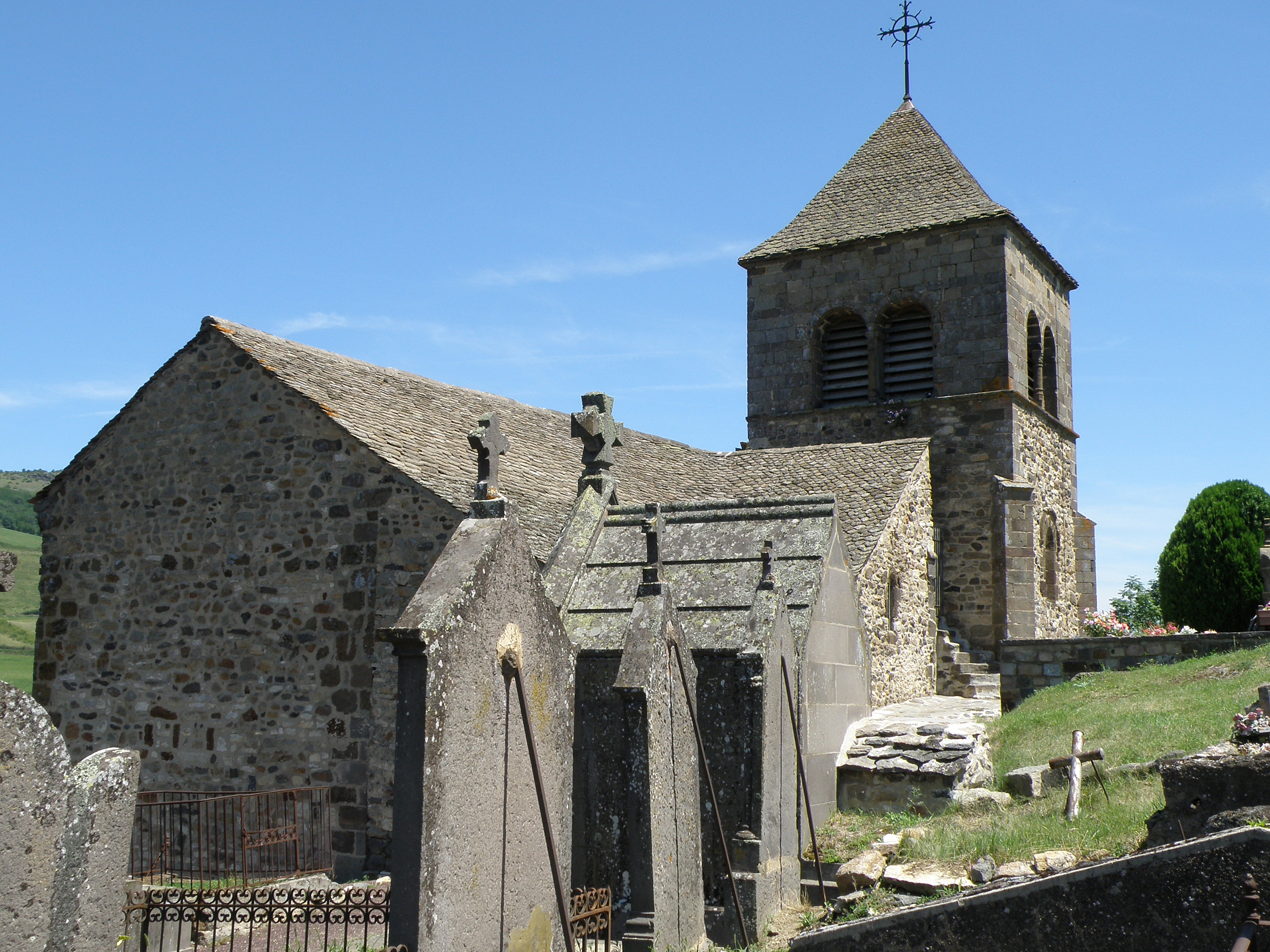
L'église du Chastel.
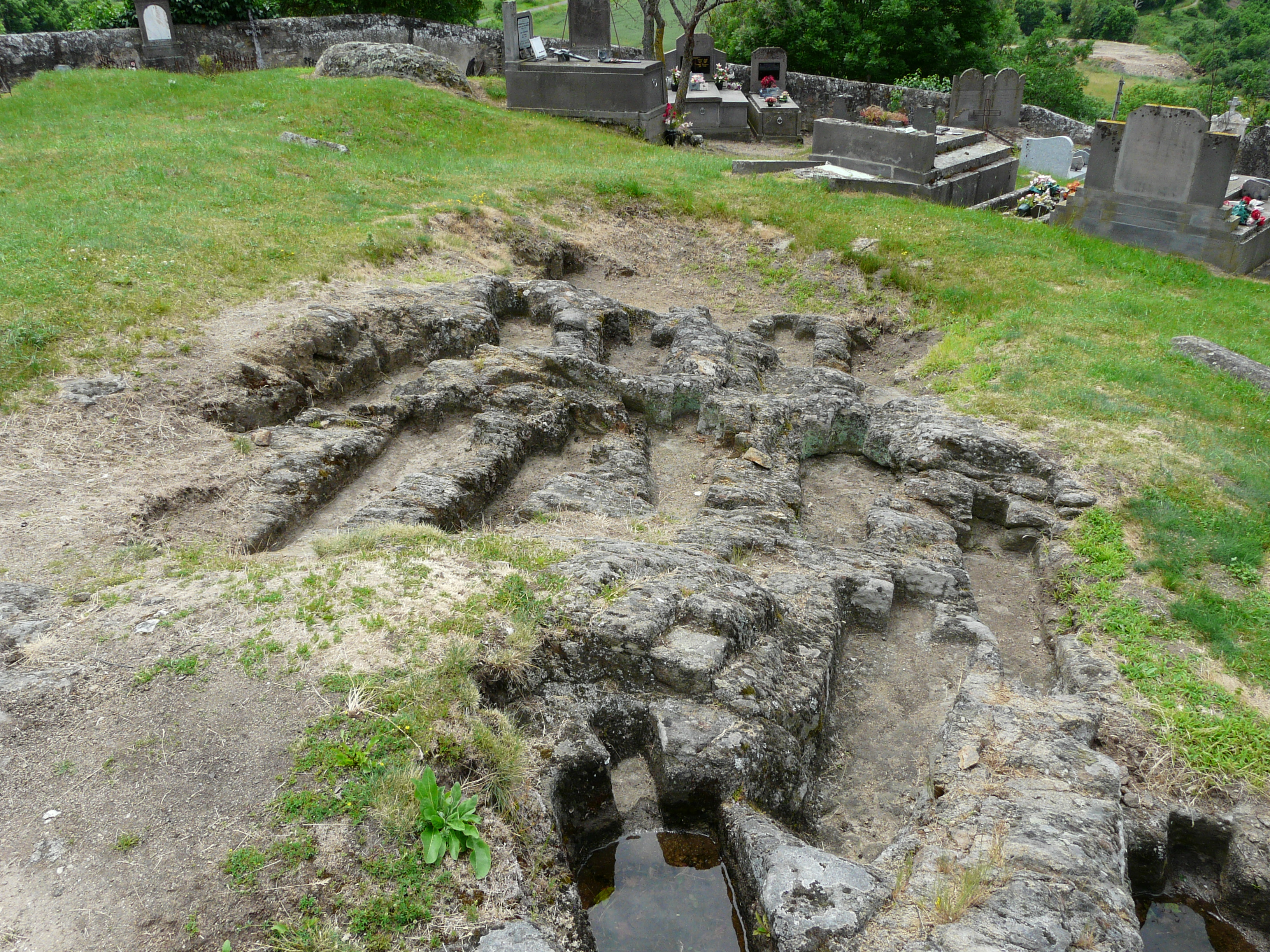
Tombes anthropomorphes dans le cimetière du Chastel.
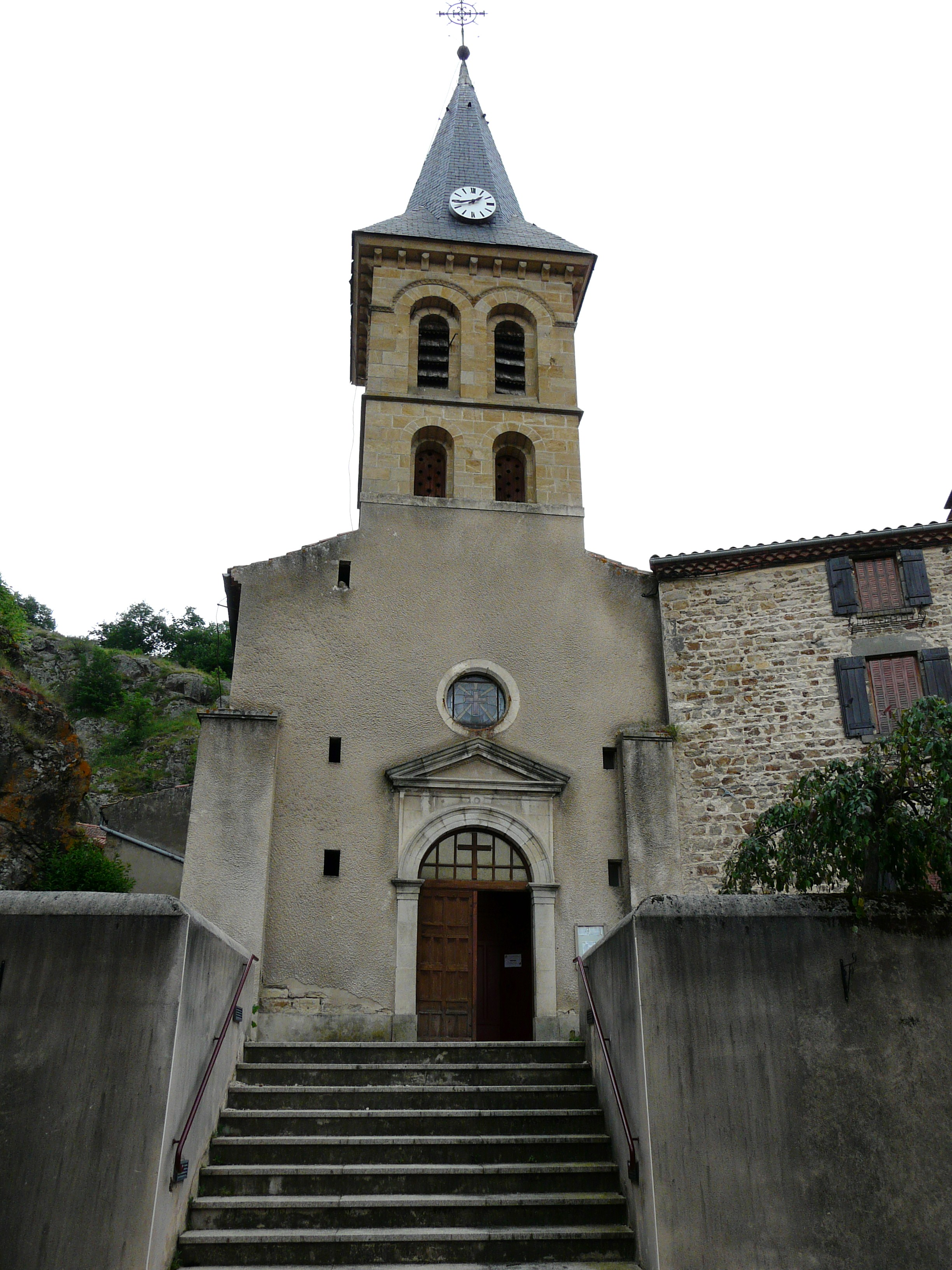
L'église basse.
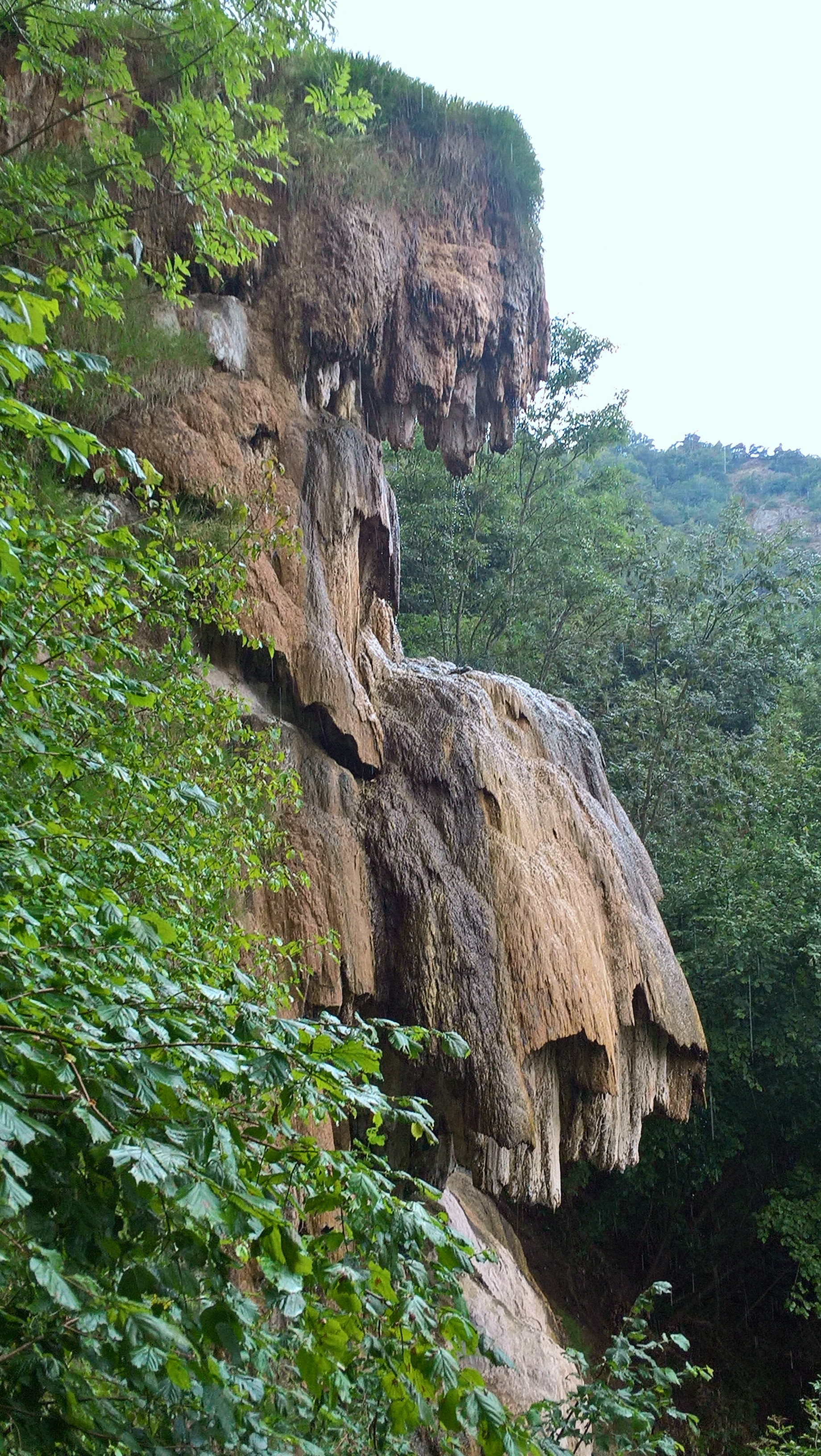
La source de la Tête de Lion.

### Personnalités liées à la commune
- Guillaume-Jean Favard de Langlade (1762-1831), né à Saint-Floret, juriste et homme politique français du XIXe siècle.